# 宇佐神宮

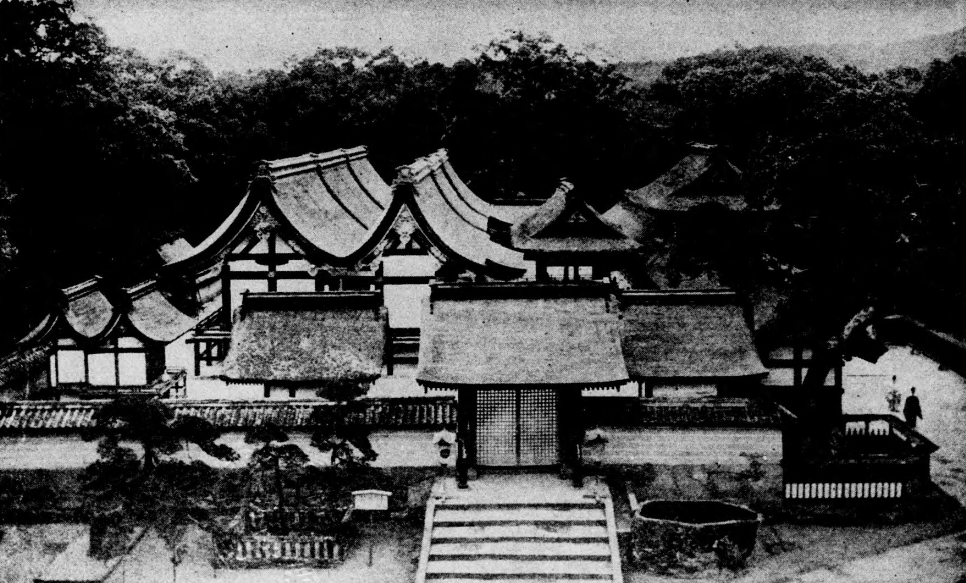
宇佐八幡宮、1928年

宇佐神宮（うさじんぐう）は、大分県宇佐市にある神社。式内社（名神大社3社）、豊前国一宮、勅祭社。旧社格は官幣大社で、現在は神社本庁の別表神社。

全国最多の約44,000社ある八幡宮の総本社とされる。通称として宇佐八幡とも呼ばれ、石清水八幡宮・筥崎宮（または鶴岡八幡宮）と共に日本三大八幡宮の一つで、古代においては伊勢神宮と共に二所宗廟として扱われた。

## 概要
大分県北部、国東半島付け根に立つ御許山（標高647メートル）山麓に鎮座する。本殿は小高い丘陵の小椋山（亀山）山頂に鎮座する上宮とその山麓に鎮座する下宮とからなり、その周りに社殿が広がっている。境内は国の史跡に指定され、本殿3棟は国宝に指定されている。
延喜式神名帳にはそれぞれ「八幡大菩薩宇佐ﾉ宮」「比売神（ヒメカミ）社」「大帯姫（オホタラシヒメノ）廟神社」と記されており、八幡宇佐宮などとも呼ばれた。また、神仏分離以前には神宮寺の弥勒寺（後述）と一体のものとして宇佐八幡宮弥勒寺と称していた。
八幡宮の総本社とされ古くから皇室の崇敬を受けているほか、称徳天皇時代の宇佐八幡宮神託事件でも知られる。参拝は一般と異なり、二拝四拍手一拝を作法としている。

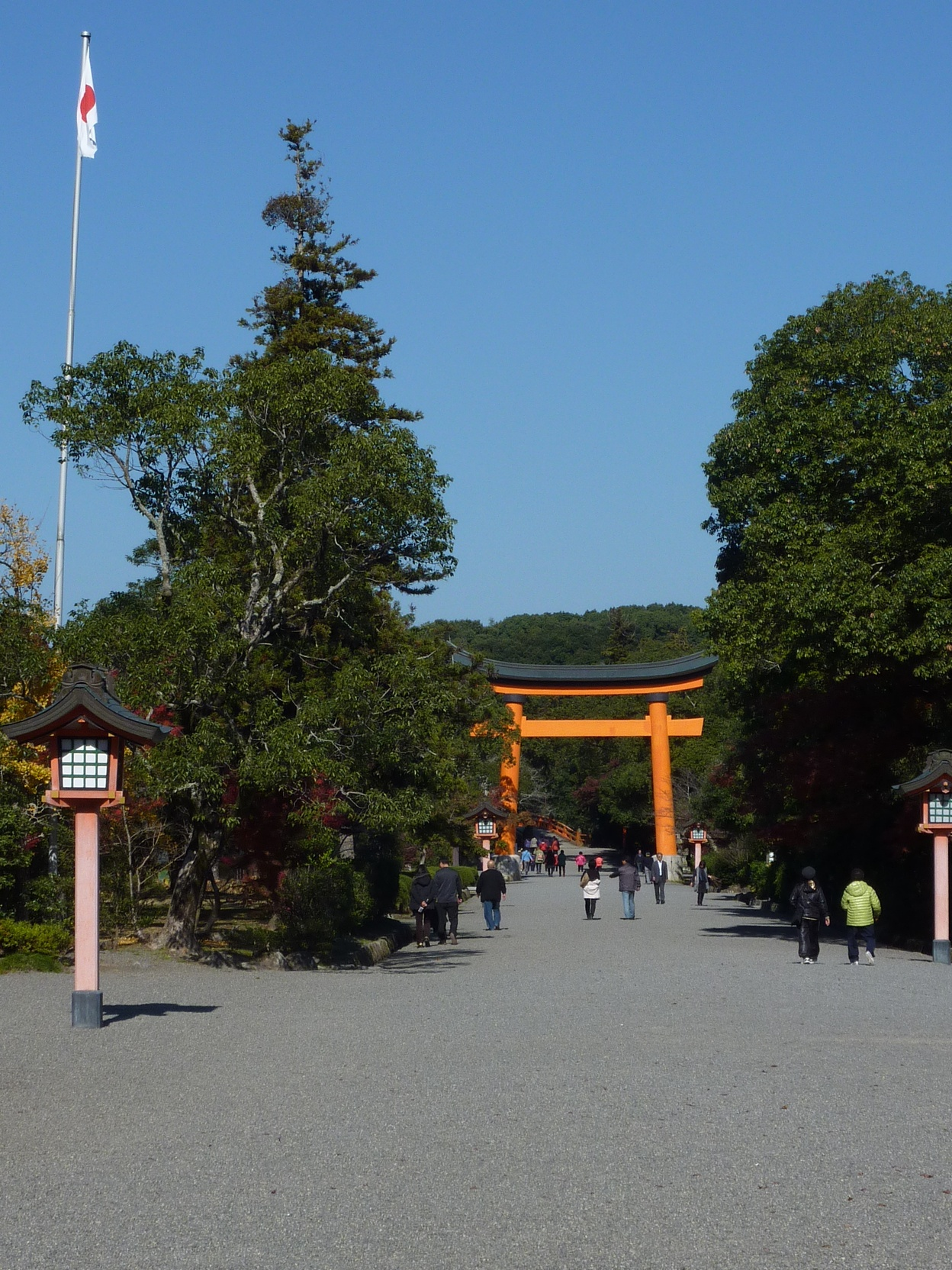
表参道

## 祭神
主祭神は以下の3柱。
- 一之御殿：八幡大神 （はちまんおおかみ） - 誉田別尊（応神天皇）とする。
- 二之御殿：比売大神 （ひめのおおかみ） - 宗像三女神（多岐津姫命・市杵島姫命・多紀理姫命）とする。
- 三之御殿：神功皇后 （じんぐうこうごう） - 別名として息長足姫命とも。

主神は、一之御殿に祀られている八幡大神の応神天皇であるが、ただ実際に宇佐神宮の本殿で主神の位置である中央に配置されているのは比売大神であり、なぜそうなっているのかは謎とされている。また下宮でも主祭神は同じであるが、一之神殿の相殿には大神祖神社として大神比義命（おおがのひぎのみこと）が祀られる。

## 歴史

### 創建
宇佐神宮の託宣集である『八幡宇佐宮御託宣集』には、筥崎宮の神託を引いて、「我か宇佐宮より穂浪大分宮は我本宮なり」とあり、筑前国穂波郡（現在の福岡県飯塚市）の大分八幡宮が宇佐神宮の本宮であり、筥崎宮の元宮であるとある。宇佐神宮の元宮は、福岡県築上郡築上町にある矢幡八幡宮（現金富神社）であるとする説や、大分県中津市の薦神社（こもじんじゃ）も元宮として有力視されている。
また、社伝等によれば、欽明天皇32年（571年?）、宇佐郡厩峯と菱形池の間に鍛冶翁（かじおう）降り立ち、大神比義が祈ると三才童児となり、「我は、譽田天皇廣幡八幡麻呂（註：応神天皇のこと）、護国霊験の大菩薩」と託宣があったとある。宇佐神宮をはじめとする八幡宮の大部分が応神天皇（誉田天皇）を祭神とするのはそのためと考えられる。
当社南に立つ御許山山頂には奥宮として3つの巨石を祀る大元神社があり、豪族宇佐氏の磐座信仰が当初の形態であろうともいわれている。そこに、辛嶋氏が比売大神信仰を持ち込んだと考えられるが、古来からのヒメヒコ文化も考えあわせればヒメガミ信仰は当時には当然のことであったと考えられる。辛嶋氏は後に宇佐辛嶋郷に住み、辛嶋郷周辺に稲積六神社（いなずみろく、稲積神社とも）、乙咩神社（おとめ）、さらに酒井泉神社、郡瀬神社（ごうぜ。昔は瀬社とも）と社殿を建築した。
崇峻天皇年間（588年? - 592年?）に鷹居社（たかいしゃ）が建てられた。

### 飛鳥時代
大化6年（650年）前後、須佐之男命（大国主命・天穂日命）らが開拓したとする出雲国に八幡宮の建立を勧請した（松崎八幡宮、須佐神社）。

### 奈良時代
社殿は、宇佐亀山に神亀2年（725年）に一之殿が造営された。以後、天平元年（729年）に二之殿、弘仁14年（823年）に三之殿が造営されて現在の形式の本殿が完成したと伝えられている。
天平12年（740年）の藤原広嗣の乱の際には、官軍の大将軍の大野東人が決戦前に戦勝を祈願した。また、天平15年（743年）の東大寺造営の際に宮司等が託宣を携えて上京し、造営を支援したことから中央との結びつきを強めた。
神護景雲3年（769年）の宇佐八幡宮託宣事件（道鏡事件）では皇位の継承まで関与するなど、伊勢神宮に次ぐほどの皇室の宗廟として崇拝の対象となり繁栄し、信仰を集めた。

### 平安時代
平安時代中期の『延喜式神名帳』には、3神が「豊前国宇佐郡 八幡大菩薩宇佐宮」、「豊前国宇佐郡  比売神社」、「豊前国宇佐郡  大帯姫廟神社」として記載され、いずれも名神大社に列している。
また、平安時代に大宮司の大神氏（おおがし）が武家などに分かれていったため、空位になった大宮司に、宇佐氏がつき宇佐神宮は神宮寺の弥勒寺とともに九州最大の荘園領主となった。また神職家や坊官家は武士としても活動しており、このため近郊の（特に豊後国の）有力武士としばしば敵対している。
源平争乱期には平清盛の娘を妻とする大宮司・宇佐公通が平氏方につく。屋島の戦いから敗走する総大将・平宗盛ら平家一門は宇佐神宮を頼って束の間安徳天皇と共に公通の舘に滞在していたが、豊後の緒方惟義が源氏方について叛逆したこともあり庇護しきれなかった（このとき悲嘆した平清経が自殺したという場所に、小松塚と呼ばれる石碑と五輪塔がある）。またこのとき緒方氏によって神宮が焼討ちにあったという。この焼討ちの時、神体（金の延べ棒との説もある）が強奪された。この後発見されるが、朝廷の裁定により石清水八幡宮が管理することになった。

### 中世以降
鎌倉時代の元寇でも当時の他の社寺同様に加持祈祷を行っている。この際に活躍した宇佐公世（公通の玄孫）は、社領回復に成功して中興の祖と仰がれた。その子・宇佐（到津）公連は鎌倉幕府倒幕においても活躍して、後に懐良親王擁立に参加している。
戦国時代には豊後の守護戦国大名大友氏と、豊前国に手を伸ばしていた中国地方の覇者大内氏（のちには毛利氏）との間で板挟みになり、大内氏の庇護下に入り大友氏と対立した。特に大内盛見や大内義隆の代には手厚く保護され、消失した社殿の造営や復興が行われた。また、宇佐神宮には大内氏から贈られた神宝もいくつか残されている。しかし、大寧寺の変により大内義隆が滅びると後ろ盾を失い、大友宗麟の手で再び焼き討ちされ、このときは大宮司宮成公建らは北九州市の到津八幡まで逃げ延びることとなった。
豊臣秀吉の九州平定後、豊前には毛利氏、ついで黒田氏と相次いで有力大名が進駐した。
江戸時代には、宇佐一帯は中津藩・佐賀藩飛び地・天領などが複雑に入り組む土地となった。その中に、幕府から寄進された宇佐神宮の神領も存続することになった。
1871年（明治4年）には近代社格制度において、「宇佐神社」として官幣大社に列格された。

### 神職
宇佐神宮の神職を束ねる大宮司は、大神氏が務めた。
平安時代中頃までは大神氏が務めたが、宮司職を子孫の祝氏、小山田氏へ譲り、その後全く名を見なくなっていた菟沙津彦 (ウサツヒコ) らの子孫・宇佐氏が出てから歴代祝職となり、宇佐氏である宮成家、到津家、岩根家、安心院家が世襲して一族で大宮司を争うことになる。
鎌倉時代末期の宇佐公世の代から宇佐氏は2家に分かれ、兄の公成が宮成家、弟の公連が到津家を称した。以後この2家が交互に大宮司職を継ぎ明治に至っている。なお、一時宇佐氏一族の出光家も大宮司となっている。
戦後、祝家・宮成家が男爵を返上し宇佐氏に復して祭祀を離れ、以後は到津家が継承し祭祀を行っていた。平成16年（2004年）ごろより到津宮司に代わって代務者が置かれるようになった。

#### 宮司の継承を巡る騒動
2006年（平成18年）、中津市薦神社宮司（始祖は宇佐春海権大宮司）が79代宇佐神宮宮司に就任した。夕刊フジによると、神職になって間もない世襲家の女性（78代宮司の長女）の代役だったという。79代宮司が2008年（平成20年）8月に病死すると、宇佐神宮の責任役員会は、権宮司となっていた世襲家の女性を後任の宮司として神社本庁に推薦したが、神社本庁側は女性が経験不足であるとして承認せず、宮司職は空席になった。
2009年（平成21年)に神社本庁が大分県神社庁の穴井伸久庁長を特任宮司に選出すると、宇佐神宮の責任役員会と氏子総代会はこれに反対して、女性権宮司の80代宮司就任を決め、神社本庁へ離脱届を提出した。
女性権宮司は2010年（平成22年）3月に神社本庁を相手取り宮司職の地位保全を求めて大分地裁中津支部に提訴するものの、請求棄却となり敗訴、2011年（平成23年）11月29日には福岡高裁でも控訴棄却で敗訴。最高裁にて2013年（平成25年）5月9日、女性側の上告が退けられ、敗訴が確定した。
2013年（平成25年）、宮司の地位が認められなかった女性権宮司が、職場環境や業務内容に不満を抱き改善を要求し裁判を起こしたが、それに対し、神宮側は女性権宮司の勤務態度に問題があるとして給与を大幅カットした。対立から社務所で小競り合いがあり、女性権宮司が全治3週間のけがを負わされたとして男性権宮司を告訴した。
2014年（平成26年）5月15日、神社本庁は女性を権宮司から免職し、宇佐神宮は女性を解雇した。
2015年（平成27年）12月、宇佐神宮の氏子総代と大分県神社庁宇佐支部の役員が、穴井宮司には職務遂行能力が欠如しているとして、解任を求める嘆願書を神社本庁へ提出した。翌2016年（平成28年）、穴井宮司は神社本庁統理の北白川道久宛に2月2日付で退職願を提出し、同月19日に受理された。
同月、神社本庁前総務部長で大分県大分市にある早吸日女神社宮司の長男が後任の宮司に就任したが、2017年（平成29年）5月には大分県神社庁宇佐支部が、新宮司は高圧的・独善的で、関係修復をする心は皆無であるとして、宇佐神宮の祭典への協力や寄付要請を拒否することを決議するとともに、支部事務局を宇佐神宮内から宇佐市内の桜岡神社に移し、両者は絶縁状態になった。

### 神階
八幡大菩薩宇佐宮
- 天平勝宝元年（749年）12月27日、一品 （『続日本紀』）

比売神社
- 天平勝宝元年（749年）12月27日、二品 （『続日本紀』）
- 天安元年（857年）10月29日、一品 （『日本文徳天皇実録』）

## 境内
建造物

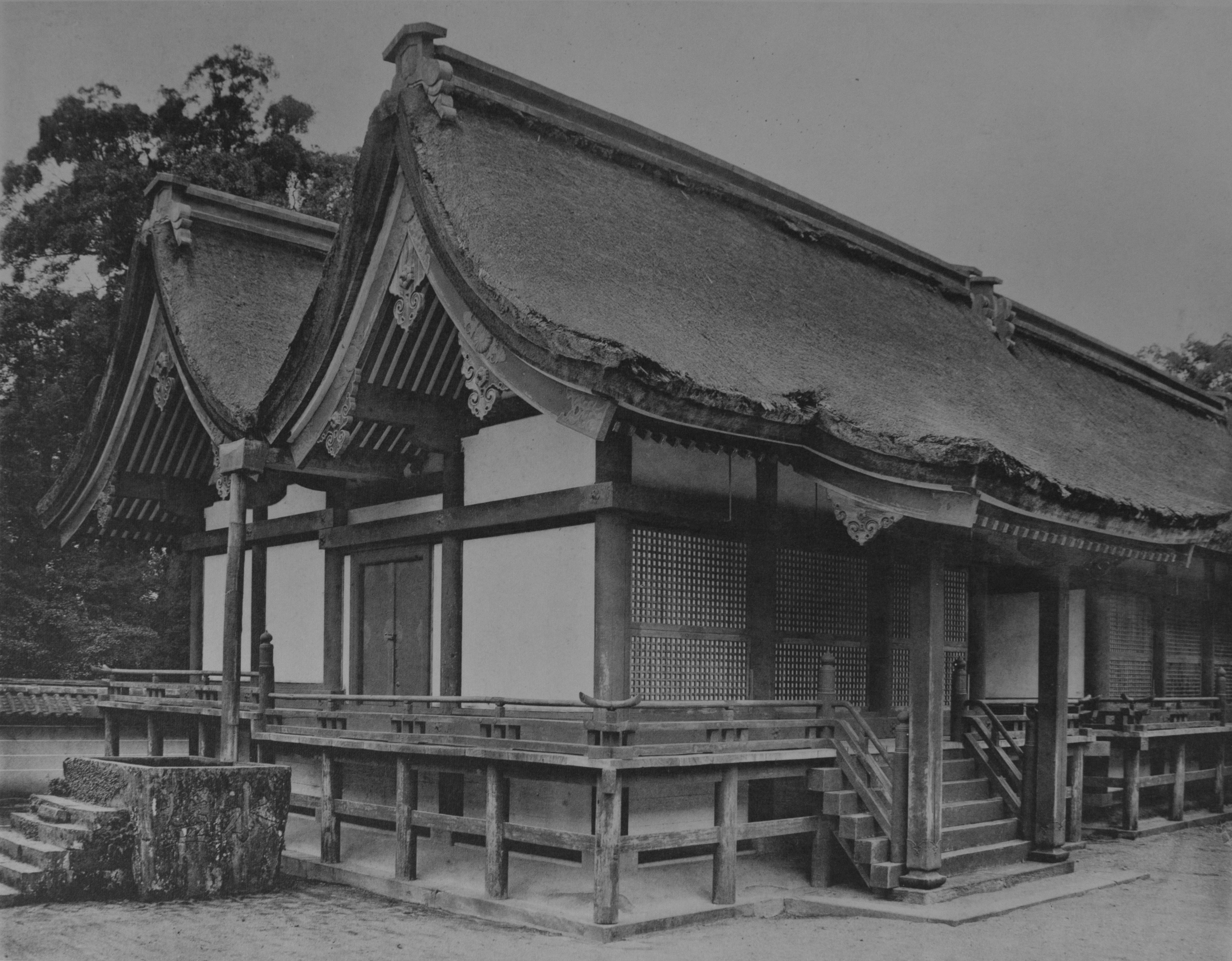
上宮本殿 （一之御殿、国宝） 様式は「八幡造」といわれ、2棟の切妻造平入の建物が前後につながった形をとる。奥殿は「内院」・前殿は「外院」といわれる。内院には御帳台（祭神の夜の座所）があり、外院には御椅子（昼の座所）が置かれている。一之御殿は万延元年（1860年）、二之御殿は安政6年（1859年）、三之御殿は文久元年（1861年）の建立で、いずれも国宝。
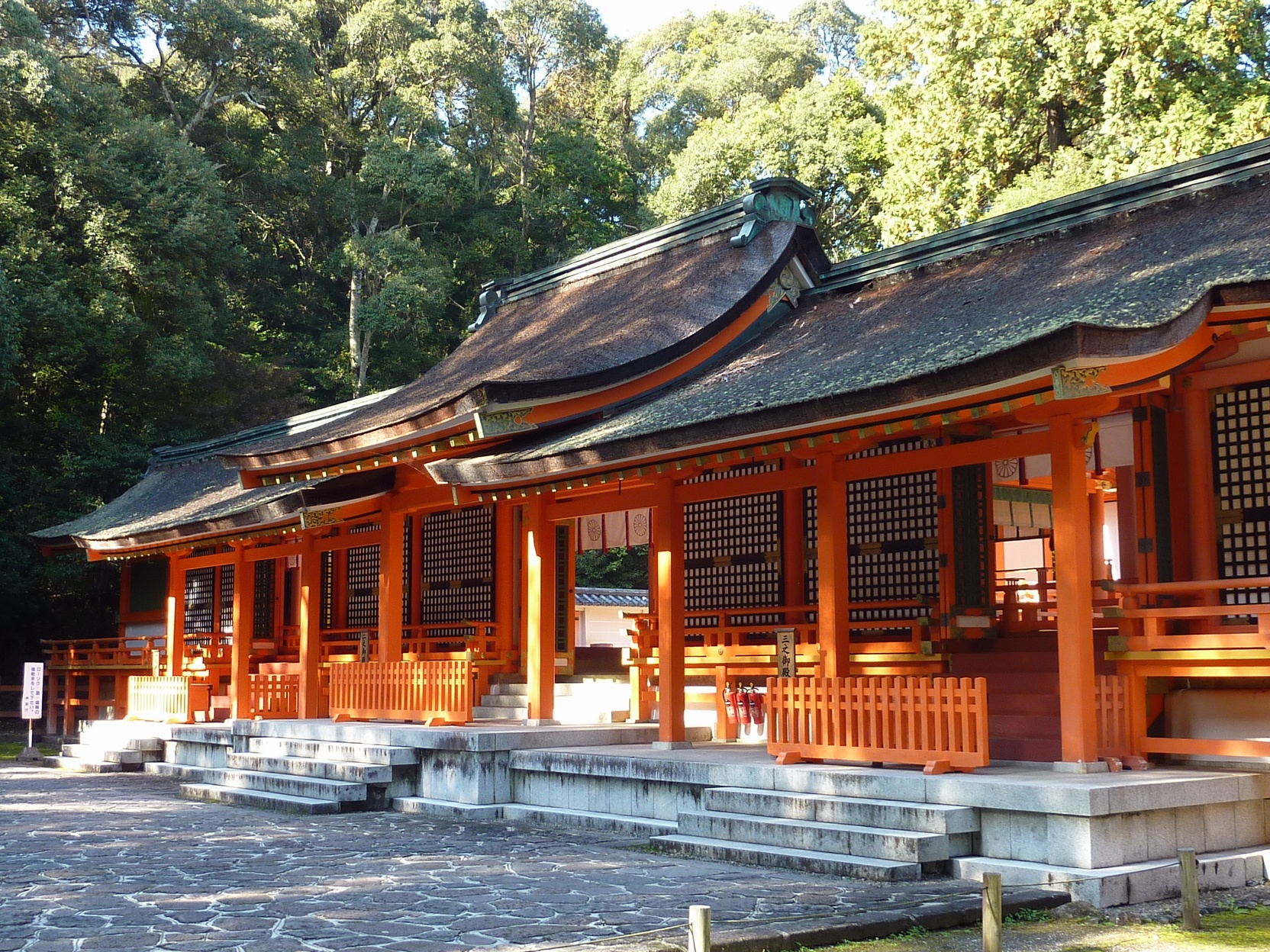
下宮（御炊宮（） ）
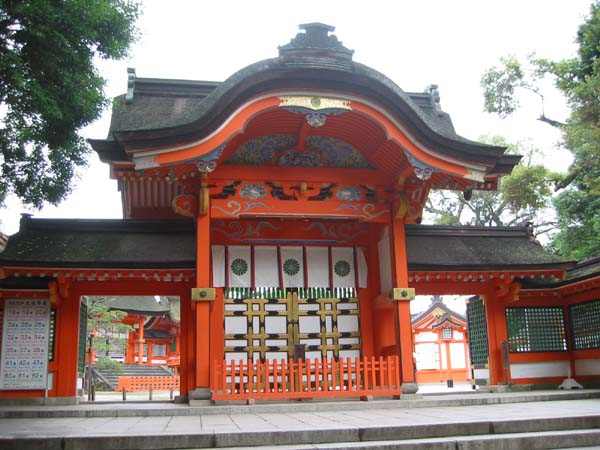
西大門 （） 文禄（1592年 - 1596年）頃の建造とされ、安土桃山時代の様式。
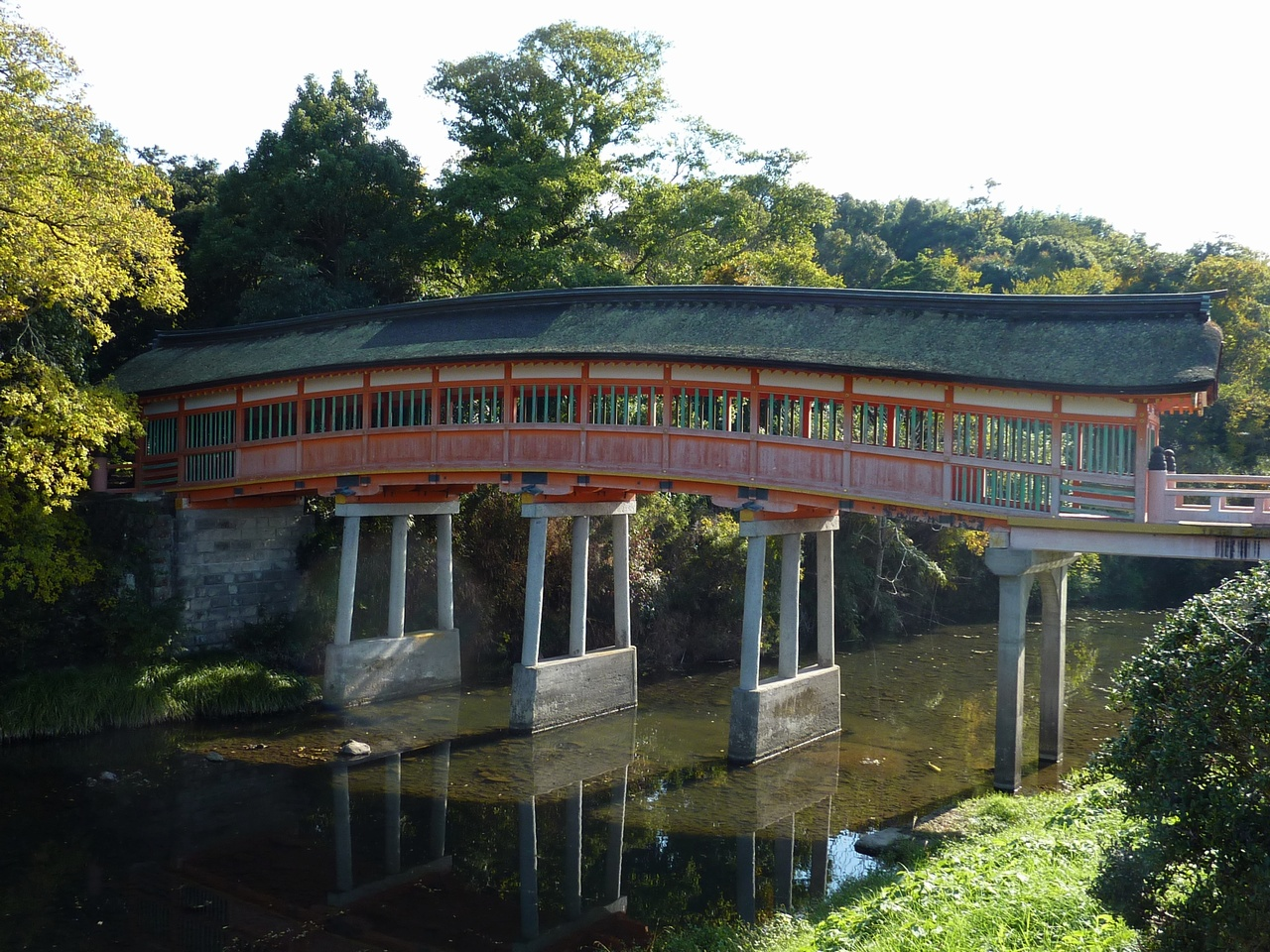
呉橋（） 西参道途中、屋根のついた神橋。鎌倉時代以前からあるとされ、呉の国の人が掛けたという伝承がある。県指定文化財。

- 南中楼門 （勅使門）

入母屋造檜皮葺。神宮内郭の南正門で、通常は開かない。県指定文化財。
- 宇佐鳥居

西大門前に立つ木造鳥居。宇佐古来の形式をもち、額束はなく台輪を柱上に置く。県指定文化財。
- 高倉 （たかくら）

寄棟造檜皮葺。県指定文化財。
- 頓宮 （とんぐう）

御旅所に相当する。神幸祭の際に祭神が一時滞在する。
その他
- 菱形池 - 神池
- 初澤池
- 寄藻川 - 御許山に源を発して当社神域を流れる川

なお、古くは弥勒寺という神宮寺（正確には石清水八幡宮に属する）があったが、廃仏毀釈により取り壊され、礎石のみが残っている。かつて同寺があった場所の北側には、社務所に相当する神宮庁と神宝を収める宝物館が存在する。

## 摂末社

### 摂社
境内社
- 若宮神社

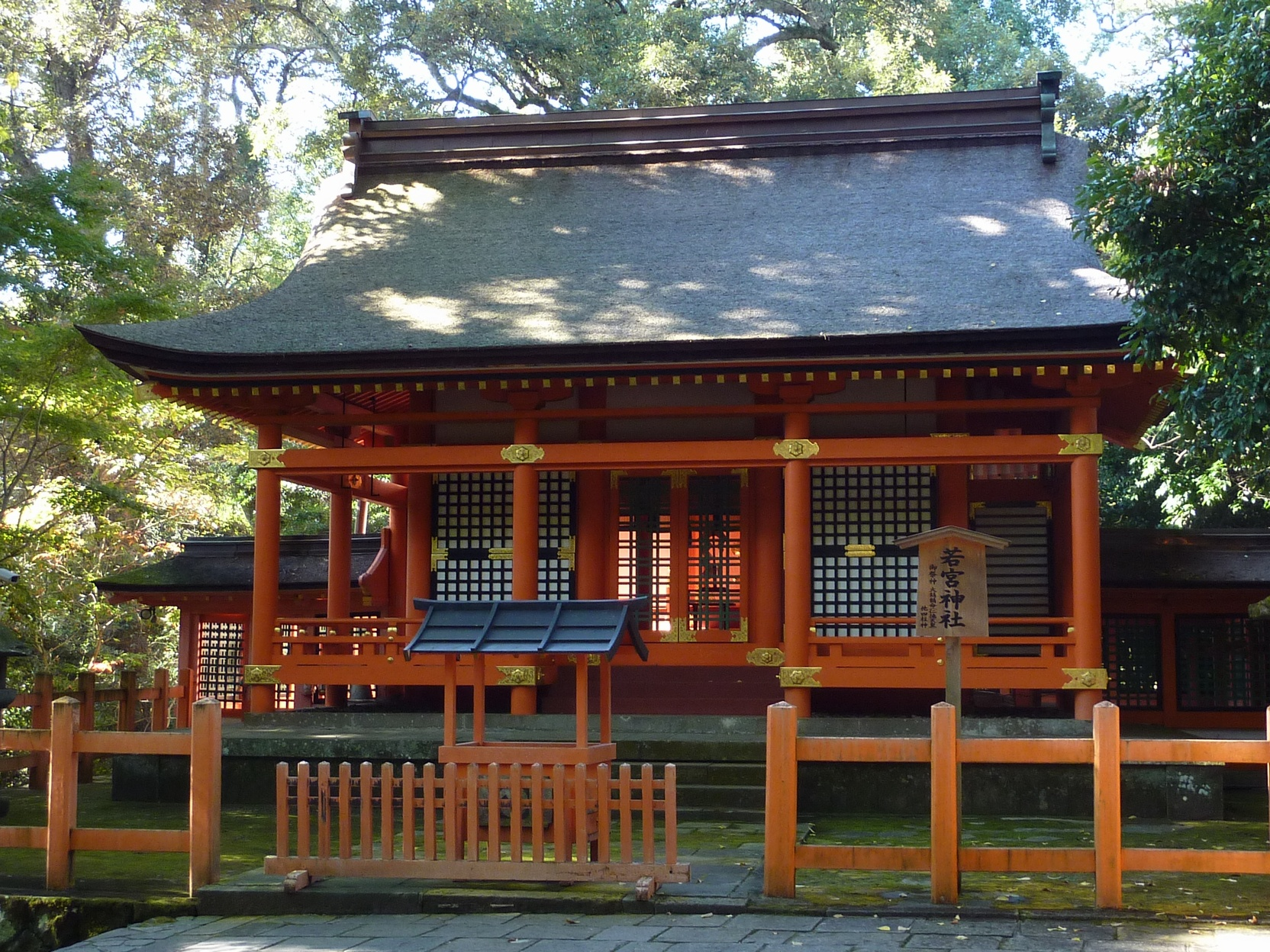
若宮神社

  - 祭神：若宮五神（仁徳天皇以下5柱の通称）[注 5]
  - 下宮から上宮への参道途中に鎮座。
- 住吉神社
  - 祭神：住吉三神
  - 上宮楼門内に鎮座。神功皇后の脇殿。
- 黒男神社
  - 祭神：武内宿禰
  - 大鳥居近くに鎮座。
- 春宮神社 （とうぐうじんじゃ）
  - 祭神：菟道稚郎子命（応神天皇の御子神）
  - 下宮近くに鎮座。
- 宇佐祖神社
  - 祭神：菟沙津彦・菟沙津姫
  - 祭神の2柱は、かつて東征中の神武天皇をこの地でもてなしたとされる。

境外社
- 大尾神社 （おおじんじゃ）
  - 祭神：八幡大神

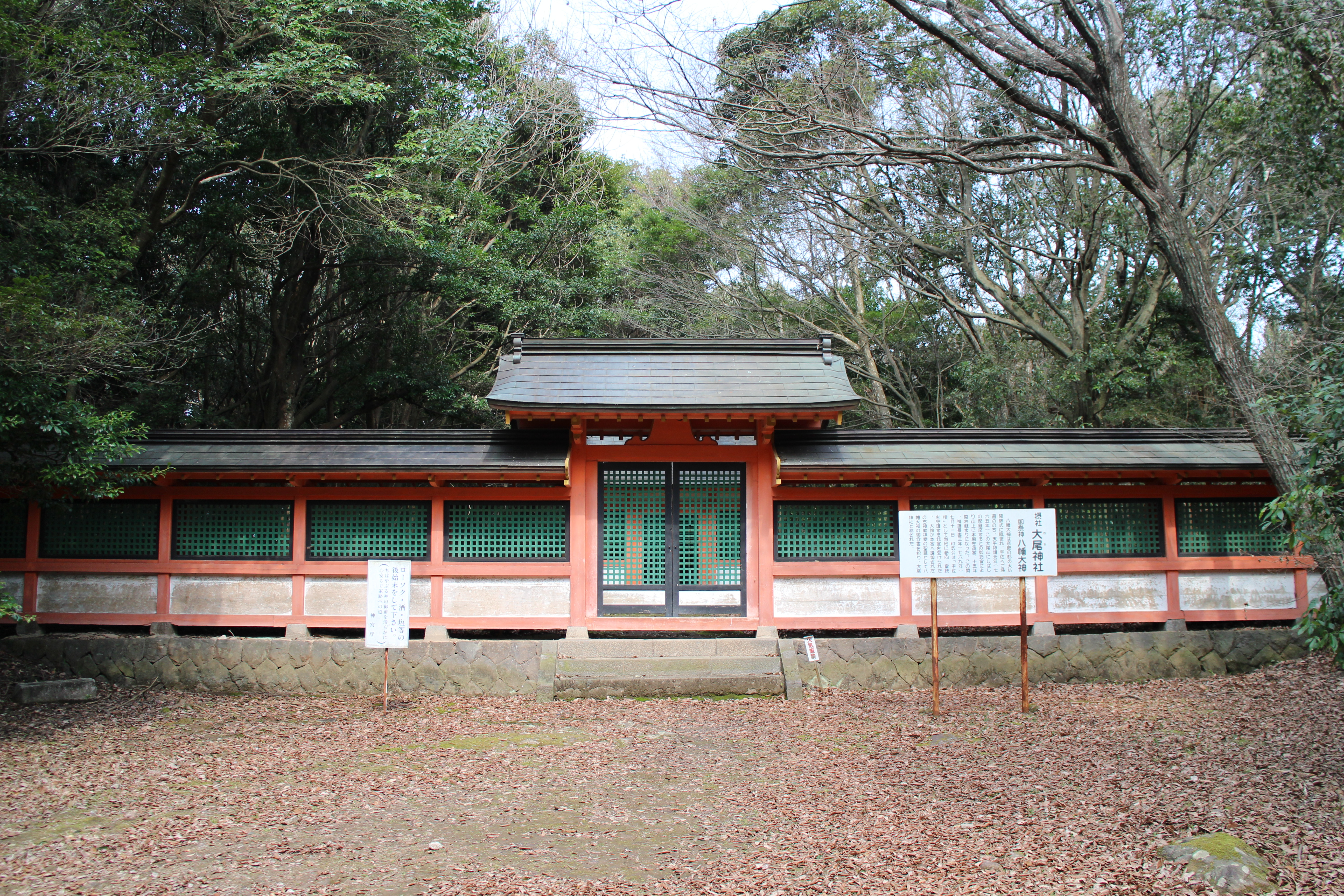
大尾神社

  - 境内東方に立つ大尾山頂に鎮座。八幡大神が奈良への行幸ののち、上宮に移るまで鎮座したとされる。
- 大元神社 （おもとじんじゃ） - 奥宮
  - 境内南方に立つ御許山（おもとさん）山頂に鎮座。御許山は、比売大神が地上に最初に降り立った地とされている。3つの巨石を比売大神（宗像三女神）の顕現として祀る。日本書紀第六段第三の一書には宇佐島に降り立ちその後宗像に遷座とあり、神社では宇佐島を当地に比定する。

行幸会八社（境外社）
当社と関係が深い境外8摂社で、かつては数年ごとに巡行する行幸会が行われていた。
- 大根川神社 （宇佐市佐野）
- 乙咩神社 （宇佐市下乙女）
- 泉神社 （宇佐市辛島泉）
- 郡瀬神社 （宇佐市樋田）
- 鷹居神社 （宇佐市東上田）
- 田笛神社 （豊後高田市界）
- 妻垣神社 （宇佐市安心院町妻垣大門）
- 小山田神社 （宇佐市北宇佐）

### 末社
境内社
- 春日神社 - 祭神：天児屋根命。上宮楼門内に鎮座。八幡大神の脇殿。祭神の天児屋根命は、神功皇后を助けたとされる
- 八子神社 （やこじんじゃ） - 祭神：八幡大神の八王子。上宮回廊の楠の木に鎮座（社殿はない）
- 亀山神社 - 祭神：大山積尊。亀山中腹に鎮座。祭神は亀山（上宮が鎮座する山の名前）の神
- 八坂神社 - 祭神：須佐之男命。下宮近くに鎮座
- 木匠祖神社 （もくしょうそじんじゃ） - 祭神：手置帆負命、比古狭知命。菱形池近くに鎮座。祭神は職人の守護神
- 水分神社 （みくまりじんじゃ） - 祭神：高龗神、天水分神、国水分神、天汲匏持神、国汲匏持神。境内の菱形池の小島に鎮座
- 天満神社 - 祭神：菅原道真
- 護皇神社 - 祭神：和気清麻呂。大尾山中腹に鎮座
- 北辰神社 - 祭神：本宮の地主神と伝えられる造化三神。上宮楼門内に鎮座。比売大神の脇殿といわれる。社殿は県指定文化財

など、末社は他にも多数鎮座する。

## 祭事

### 式年祭

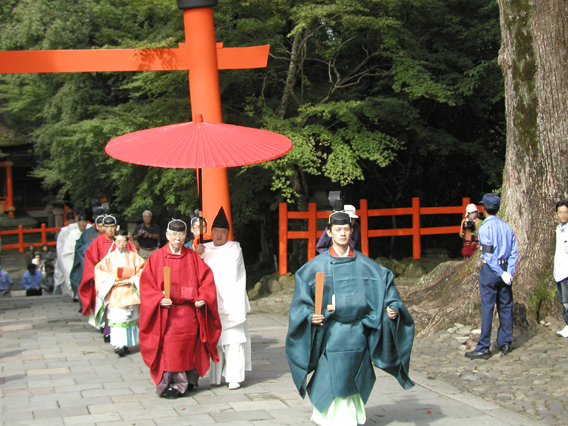
勅使祭：勅使下向

- 臨時奉幣祭（勅使祭）

10年に1度行われる（前回は平成27年10月6日）。
奈良時代の天平年間から平安時代まで、天皇の代替わりなど重要時には宇佐使（うさづかい）という勅使が朝廷から派遣されていた。宇佐八幡宮神託事件にちなみ、宇佐使は和気清麻呂の子孫である和気氏が務めるのが通例であった（ただし菅原道真が左遷された際などには藤原氏から人選されている）。なお宇佐使は建武期に復活したが、再び停止された。
延享元年（1744年）に復活し、大正時代から皇室から侍従職あるいは掌典職などの勅使が10年おきに派遣される勅使祭となって現在も続いている。

## 文化財
当宮の建築様式は八幡造と呼ばれ、本殿は国宝に指定されている。また、宝物館には国宝・孔雀文磬（くじゃくもんけい）ほか多数の文化財を収めている。

### 国宝
- 本殿 （第一殿から第三殿に至る3棟）
- 孔雀文磬 （くじゃくもん けい） - 個人所有（宇佐神宮が文化財保護法に基づく管理団体に指定されている[注 6]）。鎌倉時代、承元3年（1209年）銘。宇佐神宮の神宮寺の弥勒寺に伝来したもの。

### 重要文化財（国指定）
- 木造神像5躯（若宮神体）
  - 大鷦鷯命（おおさざきのみこと）坐像
  - 大葉枝皇子（おおばえのみこ）坐像
  - 小葉枝皇子（こばえのみこ）坐像
  - 雌鳥皇女（めどりのみこ）坐像
  - 隼総別皇子（はやぶさわけのみこ）坐像（若宮鎮座）
- 銅鐘（朝鮮鐘） - 天復四年（904年）云々の左文銘あり。日本にある朝鮮鐘の中では2番目に古い
- 白鞘入剣（しらさやいり けん） - 長さ93.5cm、両鎬造り。正平13年（1358年）懐良親王が征西大将軍として活躍している際に、武運長久を祈願して奉納した剣
- 豊前国宇佐宮絵図[注 7]
- 宇佐神宮造営図 3幅
- 宇佐宮神領大鏡 - 個人所有（宇佐神宮が文化財保護法に基づく管理団体に指定されている[注 8]）

出典：2000年までの指定物件については、『国宝・重要文化財大全 別巻』（所有者別総合目録・名称総索引・統計資料）（毎日新聞社、2000）による。

### 史跡（国指定）
- 宇佐神宮境内

### 天然記念物（国指定）
- 宇佐神宮社叢

## 現地情報
所在地
- 大分県宇佐市南宇佐2859

上宮参拝時間
- 4月から9月：5時30分から21時
- 10月から3月：6時から21時
- 祈祷の受付は9時から16時

交通アクセス
バス

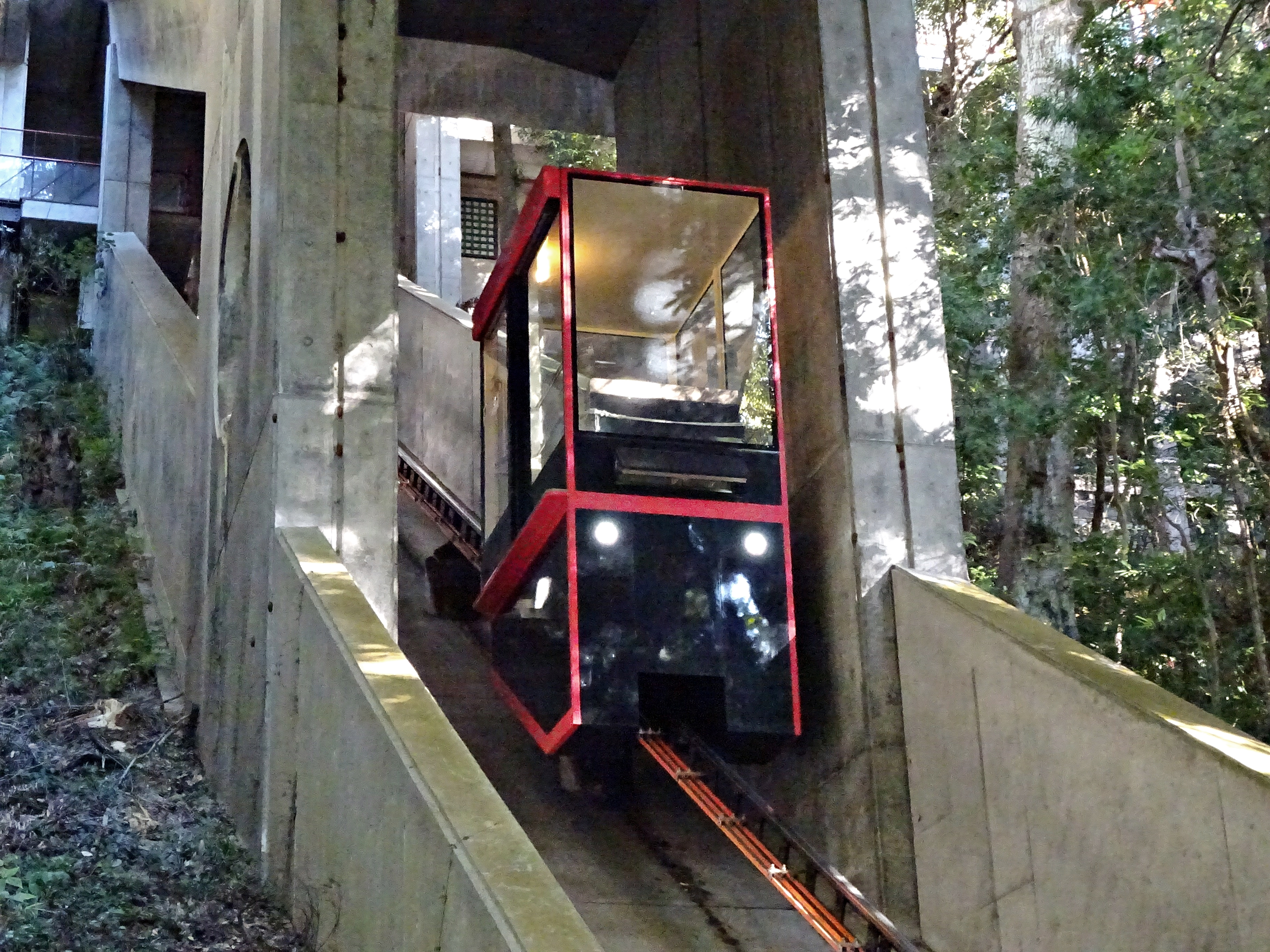
同神宮の上宮参拝用スロープカー。乗車には寸志が必要

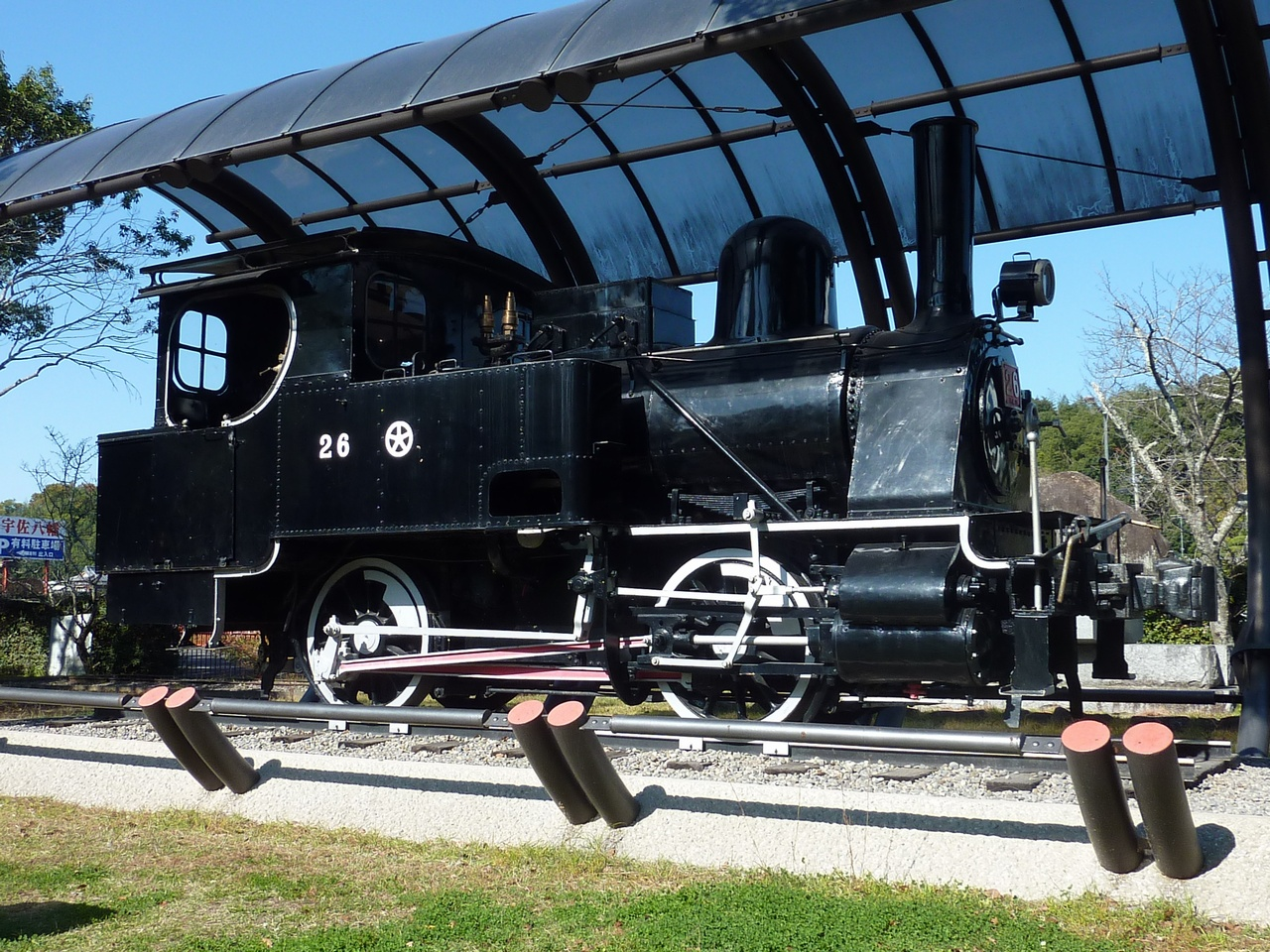
保存されている蒸気機関車

- 宇佐駅（JR九州日豊本線）から、大交北部バス「四日市」「中津」行き乗車、「宇佐八幡」バス停下車 （乗車時間約10分）

車
- 宇佐別府道路 宇佐ICから、国道10号経由で約15分

補足事項
- 高齢者・車椅子参拝者の便宜を図るため、スロープカーが2013年（平成25年）10月、上宮参拝用に設置された。
- 1965年までは、日豊本線宇佐駅からこの地までのアクセスを担った大分交通宇佐参宮線が存在した。当時の蒸気機関車が境内近くに保存されている。